# Ueki Sigeharu
Ueki Sigeharu (植木繁晴; Hepburn: Shigeharu Ueki; Kavaszaki, 1954. szeptember 13. – 2024. április 11.) japán válogatott labdarúgó, edző.

## Pályafutása

### A válogatottban
A japán válogatottban egy mérkőzést játszott.

## Statisztika
| Japán válogatott | Japán válogatott | Japán válogatott |
| Időszak          | Mérk.            | gól              |
| ---------------- | ---------------- | ---------------- |
| 1979             | 1                | 0                |
| Összesen         | 1                | 0                |